# 1611 Beyer
1611 Beyer је астероид главног астероидног појаса чија средња удаљеност од Сунца износи 3,178 астрономских јединица (АЈ).
Апсолутна магнитуда астероида је 11,3.